# Sainghin-en-Weppes
Sainghin-en-Weppes là một xã ở tỉnh Nord ở miền bắc nước Pháp. Xã này có diện tích 7,71 km², dân số năm 1999 là 5524 người. Khu vực này có độ cao trung bình 29 mét trên mực nước biển.